# 小行星9731
小行星9731（英語：9731）是一颗围绕太阳公转的小行星。1982年5月15日，帕洛马山天文台在帕洛马山发现了此天体。
这颗小行星的绝对星等为35.96665等。